# 3000

3000(삼천)은 2999보다 크고 3001보다 작은 자연수다.

## 수학적 특징
- 합성수로, 그 약수는 총 32개다. (1, 2, 3, 4, 5, 6, 8, 10, 12, 15, 20, 24, 25, 30, 40, 50, 60, 75, 100, 120, 125, 150, 200, 250, 300, 375, 500, 600, 750, 1000, 1500, 3000)
  - 3000의 진약수의 합은 6360이므로, 3000은 과잉수다.

## 3000 이상 4000 미만의 주요 자연수

### 3001~3099
- 3001: 431번째 소수, 83번째 슈퍼 소수.
  - 피타고라스 삼조의 빗변의 길이. ({\displaystyle 3001^{2}=2040^{2}+2201^{2}})
- 3003: 회문수, 77번째 삼각수.
- 3005: 피타고라스 삼조의 빗변의 길이. ({\displaystyle 3005^{2}=693^{2}+2924^{2}=1484^{2}+2613^{2}})
- 3008: 32번째 팔각수.
- 3010: 35번째 칠각수.
- 3011: 432번째 소수.
- 3015: 45번째 오각수.
- 3019: 433번째 소수, 84번째 슈퍼 소수.
- 3023: 434번째 소수.
  - 84번째 소피 제르맹 소수(↔ 6047), 51번째 안전 소수(↔ 1511).
- 3024
  - 6부터 9까지 연속하는 네 자연수의 곱, 연속하는 두 짝수(54, 56)의 곱.
  - 2부터 10까지 연속하는 자연수 9개의 세제곱합.
- 3025 = 552, 25번째 십이각수, 22번째 십오각수.
  - 10 이하의 모든 자연수의 세제곱합. ({\displaystyle 1^{3}+2^{3}+3^{3}+\ldots +10^{3}=3025})
- 3029: 피타고라스 삼조의 빗변의 길이. ({\displaystyle 3029^{2}=220^{2}+3021^{2}=1971^{2}+2300^{2}})
- 3036: 11번째 이십면체수.
- 3037: 435번째 소수, 피타고라스 삼조의 빗변의 길이. ({\displaystyle 3037^{2}=1188^{2}+2795^{2}})
- 3041: 436번째 소수, 피타고라스 삼조의 빗변의 길이. ({\displaystyle 3041^{2}=440^{2}+3009^{2}})
- 3044: 연속하는 두 짝수(38, 40)의 제곱합.
- 3046: 30번째 중심있는 칠각수.
- 3049: 437번째 소수, 피타고라스 삼조의 빗변의 길이. ({\displaystyle 3049^{2}=1001^{2}+2880^{2}})
- 3050: 5번째 사촌 소수쌍(37, 41)의 제곱합.
- 3052: 28번째 십각수.
- 3059: 연속하는 두 자연수(11, 12)의 세제곱합.
- 3060: 20번째 십팔각수, 15번째 오포체수.
  - {\displaystyle 3060=36^{2}+42^{2}}
- 3061: 438번째 소수, 피타고라스 삼조의 빗변의 길이. ({\displaystyle 3061^{2}=660^{2}+2989^{2}}
- 3065: 피타고라스 삼조의 빗변의 길이. ({\displaystyle 3065^{2}=1696^{2}+2553^{2}=1976^{2}+2343^{2}})
- 3067: 439번째 소수, 85번째 슈퍼 소수.
- 3075: 30번째 구각수.
- 3077: 반소수(17×181).
  - 피타고라스 삼조의 빗변의 길이. ({\displaystyle 3077^{2}=1155^{2}+2852^{2}=1725^{2}+2548^{2}})
  - 연속하는 두 개의 중심있는 삼각수(31, 46)의 제곱합.
- 3078: 18번째 오각뿔수.
- 3079: 440번째 소수.
- 3080: 연속하는 두 자연수(55, 56)의 곱.
- 3081: 78번째 삼각수.
- 3083: 441번째 소수.
- 3085: 피타고라스 삼조의 빗변의 길이. ({\displaystyle 3085^{2}=1404^{2}+2747^{2}=2117^{2}+2244^{2}})
- 3087: 27번째 아킬레스 수, 173 이하의 모든 소수의 합.
- 3089: 442번째 소수, 피타고라스 삼조의 빗변의 길이. ({\displaystyle 3089^{2}=880^{2}+2961^{2}})
- 3097: 19번째 이십각수.
- 3098: 반소수(2×1549).
  - 서로 다른 두 소수(17, 53)의 제곱합으로 나타낼 수 있는 44번째 반소수.

### 3100~3199
- 3106: 46번째 중심있는 삼각수.
- 3109: 443번째 소수, 86번째 슈퍼 소수.
  - 피타고라스 삼조의 빗변의 길이. ({\displaystyle 3109^{2}=1309^{2}+9031^{2}})
- 3113: 회문수.
- 3119: 444번째 소수, 52번째 안전 소수(↔ 1559).
- 3121: 445번째 소수, 40번째 중심있는 사각수.
  - 피타고라스 삼조의 빗변의 길이. ({\displaystyle 3121^{2}=79^{2}+3120^{2}})
- 3125 = 55
  - 피타고라스 삼조의 빗변의 길이. ({\displaystyle 3125^{2}=237^{2}+3116^{2}})
- 3127: 연속하는 두 소수의 곱.
- 3133: 피타고라스 삼조의 빗변의 길이. ({\displaystyle 3133^{2}=395^{2}+3108^{2}=1908^{2}+2485^{2}})
- 3135: 연속하는 두 홀수(55, 57)의 곱.
- 3136 = 562, 16번째 트리보나치 수.
- 3137: 446번째 소수, 25번째 프로트 소수({\displaystyle 3137=49\times 2^{6}+1}).
- 3151: 46번째 오각수, 36번째 중심있는 오각수.
- 3160: 79번째 삼각수.
- 3163: 447번째 소수.
- 3167: 448번째 소수, 53번째 안전 소수(↔ 1583).
- 3169: 449번째 소수, 87번째 슈퍼 소수, 33번째 중심있는 육각수
- 3181: 450번째 소수.
- 3186: 36번째 칠각수, 27번째 십일각수.
- 3187: 451번째 소수.
- 3191: 452번째 소수.
- 3192: 연속하는 두 자연수(56, 57)의 곱.

### 3200~3299
- 3200: 28번째 아킬레스 수.
- 3201: 33번째 팔각수.
- 3203: 453번째 소수, 54번째 안전 소수(↔ 1601).
- 3209: 454번째 소수
- 3217: 455번째 소수.
- 3218: 반소수(3218 = 2×1609)
  - 서로 다른 두 소수의 제곱합으로 나타낼 수 있는 45번째 반소수.
  - 8번째 섹시 소수쌍의 제곱합({\displaystyle 3218=37^{2}+43^{2}}).
- 3221: 456번째 소수.
- 3223: 회문수.
- 3229: 457번째 소수, 88번째 슈퍼 소수.
- 3240: 80번째 삼각수.
  - 이십각형의 내각의 합은 3240도다.
- 3244: 47번째 중심있는 삼각수.
- 3248: 연속하는 두 짝수 56, 58의 곱.
- 3249 = 572
- 3251: 458번째 소수.
- 3253: 459번째 소수.
- 3256: 22번째 십육각수, 31번째 중심있는 칠각수.
  - 6부터 21까지 연속하는 자연수 16개의 제곱합.
- 3257: 460번째 소수.
- 3259: 461번째 소수, 89번째 슈퍼 소수.
- 3266: 179 이하의 모든 소수의 합.
- 3267: 29번째 아킬레스 수.
- 3271: 462번째 소수.
- 3273: 반소수(3×1091).
  - {\displaystyle 3273\approx 10^{2}\times {\frac {360}{11}}}
- 3276: 27번째 십이각수, 26번째 사면체수.
- 3277: 29번째 십각수.
- 3281: 17번째 팔면체수, 41번째 중심있는 사각수.
- 3285: 평년 9년의 날짜.
- 3286: 31번째 구각수.
- 3290: 47번째 오각수.
- 3299: 463번째 소수, 90번째 슈퍼 소수, 85번째 소피 제르맹 소수(↔ 6599).

### 3300~3399
- 3301: 464번째 소수.
- 3304: 27번째 케이크 수.
- 3306: 연속하는 두 자연수(57, 58)의 곱.
- 3307: 465번째 소수.
- 3311: 21번째 사각뿔수.
- 3312: 23번째 십오각수.
- 3313: 466번째 소수.
- 3315: 연속하는 세 홀수(13, 15, 17)의 곱.
- 3319: 467번째 소수, 91번째 슈퍼 소수.
- 3321: 81번째 삼각수.
- 3323: 468번째 소수.
- 3329: 469번째 소수, 86번째 소피 제르맹 소수(↔ 6659), 26번째 프로트 소수({\displaystyle 3329=13\times 2^{8}+1}).
- 3331: 470번째 소수, 37번째 중심있는 오각수.
- 3333: 회문수.
- 3338: 반소수(2×1669).
  - 서로 다른 두 소수(23, 53)의 제곱합으로 나타낼 수 있는 46번째 반소수.
- 3343: 471번째 소수.
- 3347: 472번째 소수.
- 3358: 31 이하의 모든 소수의 제곱합.
- 3359: 473번째 소수, 87번째 소피 제르맹 소수(↔ 6719).
- 3360: 연속하는 세 자연수(14, 15, 16)의 곱.
- 3361: 474번째 소수.
- 3363: 연속하는 두 홀수(57, 59)의 곱.
- 3364 = 582
- 3367: 37번째 칠각수, 34번째 중심있는 육각수.
- 3368: 연속하는 두 소수(3, 5)의 5제곱합.
- 3371: 475번째 소수.
- 3373: 476번째 소수.
- 3375 = 153
- 3376: 16번째 삼십각수.
- 3381: 21번째 십팔각수.
- 3385: 48번째 중심있는 삼각수.
- 3389: 477번째 소수, 88번째 소피 제르맹 소수(↔ 6779).
- 3391: 478번째 소수.

### 3400~3499
- 3400: 34번째 팔각수.
- 3403: 82번째 삼각수.
- 3407: 479번째 소수, 92번째 슈퍼 소수.
- 3413: 480번째 소수, 89번째 소피 제르맹 소수(↔ 6827).
  - {\displaystyle 3413=1^{1}+2^{2}+3^{3}+4^{4}+5^{5}}
- 3417: 17번째 육각뿔수.
- 3422: 연속하는 두 자연수 58, 59의 곱.
- 3430: 28번째 십일각수.
- 3432: 48번째 오각수.
- 3433: 481번째 소수, 피타고라스 삼조의 빗변의 길이. ({\displaystyle 3433^{2}=1975^{2}+2808^{2}})
  - 연속하는 두 십각수(27, 52)의 제곱합.
- 3435: 1을 제외한 유일한 십진 뮌히하우젠 수. ({\displaystyle 3435=3^{3}+4^{4}+3^{3}+5^{5}})[1]
- 3440: 20번째 이십각수.
- 3443: 회문수.
- 3444: 연속하는 두 십오각수(42, 82)의 곱.
- 3445: 42번째 중심있는 사각수.
- 3447: 181 이하의 모든 소수의 합.
- 3449: 482번째 소수, 90번째 소피 제르맹 소수(↔ 6899).
- 3450: 연속하는 구각수(46, 75)의 곱.
- 3456: 30번째 아킬레스 수.
- 3457: 483번째 소수, 27번째 프로트 소수({\displaystyle 3457=27\times 2^{7}+1}).
- 3461: 484번째 소수.
- 3463: 485번째 소수.
- 3465: 5번째 홀수 과잉수(진약수의 합: 4023).
  - 5부터 11까지 연속하는 네 홀수의 곱.
- 3467: 486번째 소수, 55번째 안전 소수(↔ 1733).
- 3469: 487번째 소수, 93번째 슈퍼 소수.
- 3473: 32번째 중심있는 칠각수.
- 3480: 연속하는 두 짝수 58, 60의 곱.
- 3481 = 592
- 3486: 83번째 삼각수.
- 3491: 488번째 소수, 91번째 소피 제르맹 소수(↔ 6983).
- 3499: 489번째 소수.

### 3500~3599
- 3504: 32번째 구각수.
- 3506: 반소수(2×1753).
  - 서로 다른 두 소수(5, 59)의 제곱합으로 나타낼 수 있는 47번째 반소수.
- 3510: 30번째 십각수.
- 3511: 490번째 소수.
- 3516: 38번째 중심있는 오각수.
- 3517: 491번째 소수, 94번째 슈퍼 소수.
- 3527: 492번째 소수.
- 3528: 31번째 아킬레스 수.
- 3529: 493번째 소수, 49번째 중심있는 삼각수.
- 3533: 494번째 소수.
- 3536: 16번째 칠각뿔수.
- 3537: 27번째 십이각수.
- 3539: 495번째 소수, 92번째 소피 제르맹 소수(↔ 7079).
- 3540: 연속하는 두 자연수(59, 60)의 곱.
- 3541: 496번째 소수.
- 3547: 497번째 소수.
- 3553: 회문수, 38번째 칠각수.
- 3557: 498번째 소수.
- 3559: 499번째 소수, 95번째 슈퍼 소수.
- 3562: 연속하는 두 개의 중심있는 오각수(31, 51)의 제곱합.
- 3565: 23번째 십육각수.
- 3570: 84번째 삼각수, 연속하는 두 오각수(51, 70)의 곱.
- 3571: 500번째 소수, 17번째 뤼카 수, 35번째 중심있는 육각수.
- 3572: 8부터 11까지 연속하는 네 자연수의 세제곱합.
- 3577: 49번째 오각수.
- 3578: 반소수(2×1789)
  - 서로 다른 두 소수(37, 47)의 제곱합으로 나타낼 수 있는 48번째 반소수.
- 3581: 501번째 소수.
- 3583: 502번째 소수.
- 3593: 503번째 소수.
  - 96번째 슈퍼 소수, 93번째 소피 제르맹 소수(↔ 7187).
- 3599: 연속하는 두 소수의 곱.

### 3600~3699
- 3600 = 602
  - 1시간은 60분이므로 3600초다.
- 3602 = 반소수(2×1801).
  - 서로 다른 두 소수(11, 59)의 제곱합으로 나타낼 수 있는 49번째 반소수.
- 3605: 35번째 팔각수.
- 3607: 504번째 소수.
- 3610: 19번째 오각뿔수.
- 3612: 24번째 십오각수.
- 3613: 505번째 소수, 43번째 중심있는 사각수.
- 3617: 506번째 소수.
- 3623: 507번째 소수.
  - 94번째 소피 제르맹 소수(↔ 7247), 56번째 안전 소수(↔ 1811).
- 3630: 연속하는 두 삼각수(55, 66)의 곱.
- 3631: 508번째 소수.
- 3637: 509번째 소수, 97번째 슈퍼 소수.
- 3638: 191 이하의 모든 소수의 합.
- 3643: 510번째 소수.
- 3650: 평년 10년의 날짜.
- 3654: 27번째 사면체수.
- 3655: 85번째 삼각수.
- 3659: 511번째 소수.
- 3660: 연속하는 두 자연수(60, 61)의 곱.
- 3663: 회문수.
- 3671: 512번째 소수.
- 3673: 513번째 소수.
- 3676: 50번째 중심있는 삼각수.
- 3677: 514번째 소수.
- 3683: 29번째 십일각수, 28번째 케이크 수.
- 3691: 515번째 소수.
- 3697: 516번째 소수, 33번째 중심있는 칠각수.
  - 연속하는 두 자연수(6, 7)의 네제곱합.

### 3700~3799
- 3701: 517번째 소수.
- 3704: 7부터 22까지 연속하는 자연수 16개의 제곱합.
- 3706: 39번째 중심있는 오각수.
- 3709: 518번째 소수.
- 3718: 22번째 십팔각수.
- 3719: 519번째 소수.
- 3720: 연속하는 두 짝수(60, 62)의 곱.
- 3721 = 612
- 3725: 50번째 오각수.
- 3729: 33번째 구각수.
- 3727: 520번째 소수.
- 3733: 521번째 소수, 98번째 슈퍼 소수.
- 3739: 522번째 소수.
- 3741: 86번째 삼각수.
- 3744: 39번째 칠각수, 서로 다른 두 소수(5, 61)의 제곱합으로 나타낼 수 있는 50번째 반소수.
- 3750 = {\displaystyle {\frac {3}{8}}\times 10^{4}}
- 3751: 31번째 십각수.
- 3761: 523번째 소수.
  - 99번째 슈퍼 소수, 95번째 소피 제르맹 소수(↔ 7523).
- 3767: 524번째 소수.
- 3769: 525번째 소수.
- 3773: 회문수.
- 3779: 526번째 소수.
  - 96번째 소피 제르맹 소수(↔ 7559), 57번째 안전 소수(↔ 1889).
- 3781: 36번째 중심있는 육각수.
- 3782: 연속하는 두 자연수(61, 62)의 곱.
- 3785: 44번째 중심있는 사각수.
- 3793: 527번째 소수.
- 3795: 22번째 사각뿔수.
- 3797: 528번째 소수.

### 3800~3899
- 3801: 21번째 이십각수.
- 3803: 529번째 소수.
  - 97번째 소피 제르맹 소수(↔ 7607), 58번째 안전 소수(↔ 1901).
- 3808: 28번째 십이각수.
- 3816: 36번째 팔각수.
- 3821: 530번째 소수, 98번째 소피 제르맹 소수(↔ 7643).
- 3823: 531번째 소수.
- 3825: 17번째 삼십각수.
- 3826: 51번째 중심있는 삼각수.
- 3828: 87번째 삼각수.
- 3831: 193 이하의 모든 소수의 합.
- 3833: 532번째 소수.
- 3840: 10 이하의 모든 짝수 자연수의 곱.
- 3843: 연속하는 두 홀수 61, 63의 곱.
- 3844 = 622
- 3847: 533번째 소수.
- 3851: 534번째 소수, 99번째 소피 제르맹 소수(↔ 7703).
- 3853: 535번째 소수.
- 3863: 536번째 소수, 100번째 소피 제르맹 소수(↔ 7727), 59번째 안전 소수(↔ 1931).
- 3872: 32번째 아킬레스 수.
- 3876: 51번째 오각수, 16번째 오포체수.
- 3877: 537번째 소수.
- 3881: 538번째 소수.
- 3883: 회문수.
- 3888: 24번째 십육각수, 33번째 아킬레스 수.
- 3889: 539번째 소수.
- 3890: 9번째 섹시 소수쌍(41, 47)의 제곱합.
- 3894: 18번째 팔면체수.

### 3900~3999
- 3901: 40번째 중심있는 오각수.
- 3906: 연속하는 두 자연수(62, 63)의 곱.
- 3907: 540번째 소수.
- 3911: 541번째 소수, 100번째 슈퍼 소수, 101번째 소피 제르맹 소수(↔ 7823).
- 3915: 7부터 11까지 연속하는 자연수 5개의 세제곱합.
- 3916: 88번째 삼각수.
- 3917: 542번째 소수.
- 3919: 543번째 소수.
- 3923: 544번째 소수.
- 3925: 25번째 십오각수.
  - 피타고라스 삼조의 빗변의 길이. ({\displaystyle 3925^{2}=1116^{2}+3763^{2}=2573^{2}+2964^{2}})
  - 연속하는 두 자연수(12, 13)의 세제곱합.
- 3928: 34번째 중심있는 칠각수.
- 3929: 545번째 소수.
- 3931: 546번째 소수.
- 3940: 40번째 칠각수.
- 3943: 547번째 소수, 101번째 슈퍼 소수.
- 3945: 30번째 십일각수.
- 3947: 548번째 소수, 60번째 안전 소수(↔ 1973).
- 3960: 연속하는 두 십육각수(45, 88)의 곱.
- 3961: 34번째 구각수, 45번째 중심있는 사각수.
- 3967: 549번째 소수.
- 3968: 연속하는 두 짝수(62, 64)의 곱.
- 3969 = 632
- 3972: 12번째 이십면체수.
- 3979: 52번째 중심있는 삼각수.
- 3984: 19번째 헵타나치 수.
- 3989: 550번째 소수.
- 3993: 회문수.
- 3996: 5부터 13까지 연속하는 네 소수의 세제곱합.
- 3997: 37번째 중심있는 육각수.

## 참고 문헌
1. ↑  van Berkel, Daan (2009). “On a curious property of 3435” (영어). arXiv:0911.3038 [math.HO]. doi:10.48550/arXiv.0911.3038.